# Вітікузо
Вітікузо (італ. Viticuso) — муніципалітет в Італії, у регіоні Лаціо,  провінція Фрозіноне.
Вітікузо розташоване на відстані близько 130 км на схід від Рима, 55 км на схід від Фрозіноне.
Населення — 353 особи (2014).
Покровитель — Sant'Antonino.

## Демографія
Населення за роками:

Станом на 1 січня 2023 року в муніципалітеті офіційно проживало 13 іноземців з 9 країн, серед них 3 громадяни країн Євросоюзу та 4 громадяни України.

## Сусідні муніципалітети
- Аккуафондата
- Черваро
- Конка-Казале
- Поцциллі
- Сан-Вітторе-дель-Лаціо
- Валлеротонда